# Robert Burneika

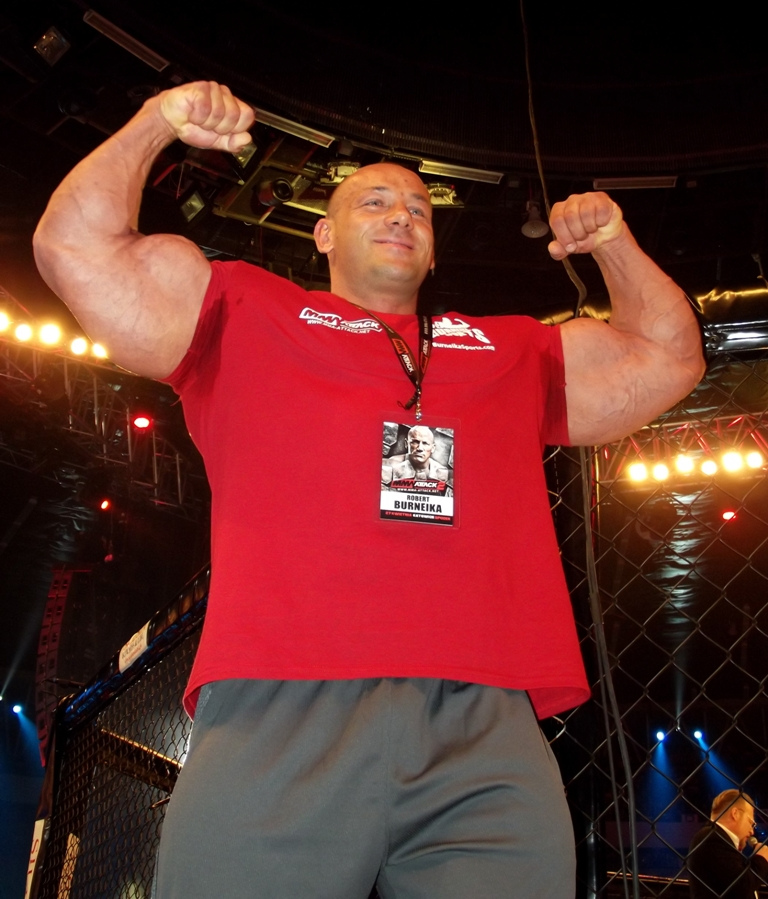
Robert Burneika

Robert Burneika, också känd som Hardkorowy Koksu (född 8 juli 1978 i Alytus) - är en litauisk kroppsbyggare, bosatt i Las Vegas, men mest känd i Polen. Robert Burneika har gjort sig känd bland människor utanför Polen på Youtube.
Robert Burneika växte upp i Litauen. Som barn hjälpte han bland annat sin far som sålde biltillbehör. Vid 21 års ålder emigrerade han till USA. Han har en fru - Catherine Burneika, som är polsk-född men bosatt i USA. Förutom sitt modersmål, litauiska, talar Burneika också; engelska, ryska och även, trots att han inte har några polska rötter, det polska språket, som han lärt sig genom sin hustru.
Robert Burneika höll under en kort tid på med Strongman, men insåg att det inte var vad han ville göra och han gick tillbaka till kroppsbyggning.
Den 27 april 2012 gjorde Robert Burneika sin MMA-debut mot den polske tungviktsboxaren Marcin Najman, som tidigare har slagits mot bland annat Mariusz Pudzianowski, den matchen vann Mariusz Pudzianowski. Burneika vann också sin match mot Najman.

## Statistik
- Kroppslängd: 175 cm
- Vikt: 130 kg
- Armar: 63 cm
- Bröstkorg: 142 cm
- Lår: 81 cm
- Vader: 55 cm
- Hals: 55 cm
- Midja: 87 cm

## Prestationer
- 2011 IFBB New York Pro - 5:e plats
- 2010 NPC USA Bodybuilding Championships - 4:e plats
- 2010 NPC National Bodybuilding Championships - 1:a plats (IFBB pro licens)
- 21 NOV 2009 NPC National Bodybuilding Championships - 2:a plats
- 2009 NPC USA Bodybuilding Championships - 3:e plats
- 2009 NPC Atlantic States Bodybuilding Championships - 1:a plats
- 2008 IFBB nordamerikanska Bodybuilding Championships - 6:e plats
- 2008 NPC USA Bodybuilding Championships - 7:e plats
- 2006 NPC östra USA Bodybuilding Championships - 1:a plats
- 2006 NPC East Coast Bodybuilding Championships - 1:a plats
- 2006 NPC nordöstra Tournament of Champions - 2:a plats